# Брянский государственный технический университет
Брянский государственный технический университет (БГТУ) — высшее учебное заведение Брянска. Основной профиль — выпуск инженеров машиностроительных специальностей и творческих кадров различных направлений, научные исследования в различных областях машиностроения. Также осуществляется обучение специалистов по экономическим, компьютерным и общетехническим специальностям.

## История
Главный корпус находится в историческом здании бывшей императорской Мужской Гимназии построенное в 1880 году. Характерное для архитектуры рубежа XIX-х и XX-х веков крупное общественное сооружение, самая значительная постройка области в типичном для данного периода кирпичном стиле. Является одной из достопримечательностей Бежицкого района, города Брянска.
В 1922 году — При заводе «Красный Профинтерн» (ныне ЗАО «БМЗ») основан Бежицкий рабфак.
1929 — На базе рабфака основан Бежицкий машиностроительный институт для подготовки инженеров по машиностроению. Производился набор по специальностям «горячая и холодная обработка металлов», «литейное дело», «локомобилестроение», «станкостроение, холодильные установки», «подъёмно-транспортные установки», «вагоностроение».
1932 — Утверждены новые специальности: «Вагоностроение», «Обработка металлов давлением», «Холодная обработка металлов резанием», «Литейное производство». Несколько позже — «Паровозостроение».
1934 — Первый выпуск инженеров.
5 ноября 1934 — Институту вручено ударное Красное знамя как «лучшей кузнице пролетарских кадров».
1935 — Основание аспирантуры.
1936 — В связи с переименованием г. Бежица в г. Орджоникидзеград институт переименован в Орджоникидзеградский машиностроительный институт.
24 августа 1941 года вышел приказ об эвакуации первого эшелона вуза на Урал в г. Нижний Тагил Свердловской области.
1944 — Бежицкий механико-машиностроительный институт.
1945 — Бежицкий институт транспортного машиностроения.
В 1950 году со двора сделан ряд пристроек.
1956 — В связи со входом Бежицы в состав Брянска институт получает имя Брянский институт транспортного машиностроения, или БИТМ, как институт называют и поныне.
1962 — Основано заочное отделение со сроком обучения 6 лет.
1967 — БИТМу впервые было предоставлено право принимать к защите кандидатские диссертации и присуждать учёные степени кандидатов наук. Образован первый диссертационный совет.
1970 — Вступил в строй 2-й учебный корпус.
19 июня 1979 года — Образовано издательство БИТМ.
2 ноября 1979 года «За заслуги в подготовке квалифицированных специалистов для народного хозяйства, развитии науки и техники» Указом президиума Верховного Совета СССР Брянский институт транспортного машиностроения был награждён орденом «Знака Почета».
1988 — В структуре вуза был создан факультет по обучению без отрыва от производства с вечерним и заочными отделениями и представительством в г. Людиново Калужской области.
1992 — на базе АСУ БИТМа был создан Брянский областной центр новых информационных технологий.
1995 — Вуз прошёл аттестацию экспертной комиссии Ассоциации технических университетов России и приказом Госкомвуза от 28 декабря 1995 года переименован в Брянский государственный технический университет.
4 апреля 2006 — по инициативе БГТУ создана Международная ассоциация вузов приграничных областей Беларуси и России.
25 июня 2008 — в состав БГТУ в качестве структурного подразделения вуза включен ФГОУ СПО «Политехнический колледж БГТУ».
В 2009 году организовано Молодёжное научно-техническое общество Брянского государственного технического университета.
За годы существования из стен вуза вышло около 50 тысяч инженеров различных специальностей.

## Факультеты и кафедры
Состав факультетов и их количество неоднократно менялись. По состоянию на 2024 год в БГТУ действуют семь подразделений:
- УНТИ — Учебно-научный технологический институт
- УНИТ — Учебно-научный институт транспорта
- ФЭЭ — Факультет энергетики и электроники
- МТФ — Механико-технологический факультет
- ФИТ — Факультет информационных технологий
- ФОЦЭ — Факультет отраслевой и цифровой экономики
- Политехнический колледж БГТУ.

Обучение ведётся на 26 кафедрах, 22 из которых являются выпускающими. Научная тематика включает 14 направлений в 6 отраслях.

## Кадровый состав
По состоянию на 2024 год в БГТУ работает 712 сотрудников и работников профессорско-преподавательского состава. Образовательный процесс в БГТУ осуществляется высококвалифицированными специалистами. Общая численность штатного профессорско-преподавательского состава — 317 человек, в том числе 215 кандидатов наук и 49 докторов наук.
Руководство БГТУ:
- Ректор БГТУ — д. т. н., доцент Федонин Олег Николаевич
- Первый проректор по учебной работе — к. т. н., доцент Шкаберин Виталий Александрович
- Проректор по научной работе — к. т. н., доцент Сканцев Виталий Михайлович
- Проректор по инновационной работе и международному сотрудничеству — к. т. н., доцент Симкин Альберт Зиновьевич
- Проректор по административно-хозяйственной работе — Штепа Андрей Павлович
- Советник при ректорате — к. т. н., профессор Попков Владимир Иванович

Среди преподавателей университета работают:
- 4 академика, 11 членов и членов-корреспондентов различных академий,
- 4 заслуженных деятелей науки и техники России,
- 7 заслуженных машиностроителей,
- 6 заслуженных работника высшей школы,
- 1 заслуженный работник физической культуры,
- 13 почётных работников высшего профессионального образования,
- 6 работников газовой промышленности,
- 1 заслуженный экономист РФ,
- 5 мастеров спорта.

## Ректоры университета
- Дибнер Григорий Савельевич 02.12.1929 — 21.06.1930
- Чебриков Александр Васильевич 22.06.1930 — 27.05.1931
- Завьялов Михаил Сергеевич 27.05.1931 — 02.02.1932
- Михайлов Михаил Осипович 10.02.1932 — 28.11.1935
- Воротников Евгений Николаевич 20.12.1935 — 02.10.1937
- Дмитриев Иван Петрович 02.10.1937 — 18.03.1941
- Погодин-Алексеев Георгий Иванович 03.06.1941 — 13.01.1944
- Климук Вениамин Антонович 13.01.1944 — 08.11.1945
- Королёв Пётр Григорьевич 09.11.1945 — 30.07.1951
- Лебедев Александр Григорьевич 30.07.1951 — 22.09.1953
- Шамин Иван Васильевич 22.09.1953 — 12.08.1971
- Рыжов Эдуард Вячеславович 12.08.1971 — 25.01.1979
- Буглаев, Владимир Тихонович 06.02.1979 — 12.11.2002
- Лагерев, Александр Валерьевич 12.11.2002 — 13.11.2012
- Рудаков Игорь Алексеевич 13.11.2012 — 15.05.2013
- Федонин, Олег Николаевич 16.05.2013 — н. в.